# Немцов, Александр Викентьевич
Александр Викентьевич Немцов (род. 10 июня 1933, Москва) — ведущий российский эксперт в области проблем алкогольной смертности и алкогольной политики. Доктор медицинских наук (1977). С 1996 года — руководитель отдела информатики и системных исследований Московского Научно-исследовательского Института психиатрии Минздрава РФ.

## Биография
Родился в 1933 г. в Москве. Закончил Московский медицинский институт, ординатуру в области психиатрии. В течение трёх лет работал по специальности в психиатрической лечебнице, после чего перешёл на работу в Институт психиатрии АМН, а затем — в Московский научно-исследовательский институт психиатрии.

## Научная работа
С 1982 г. исследует проблемы алкоголизма. С 1985 г. — изучал эпидемиологию последствий употребления алкоголя. В 1987 г. разработал методику для оценки реального уровня потребления алкоголя в России, в 1990 г. — уровень связанной с алкоголем смертности. Имеет более 90 публикаций. Участник отечественных и зарубежных международных конференций.

## Публикации
- Немцов А. В. «Потребление алкоголя и смертность в России Архивная копия от 8 января 2009 на Wayback Machine» // Социологические исследования. 1997. № 9. С. 113—116.
- А. В. Немцов и В. М. Школьников. «Потери в связи с алкогольной смертностью в России в 1980-х-1990-х годах». // Новости науки и техн. Сер. Мед. Вып. Алкогольная болезнь/ ВИНИТИ.-1999.-№ 5.- С. 1-15
- Александр Немцов. «Стране нужна алкогольная политика Архивная копия от 5 декабря 2009 на Wayback Machine». Автор: Марина Матвеева. //Аргументы и Факты, 18 июня 2009
- Немцов Александр Викентьевич. Алкогольная история России: Новейший период. — М.: Книжный дом «ЛИБРОКОМ», 2009. — 320 с. МНИИП / Об институте / Публикации сотрудников МНИИП Архивная копия от 4 ноября 2010 на Wayback Machine ПРЕДИСЛОВИЕ (фрагмент)

## Монографии
- Немцов А. В. (1995) «Алкогольная ситуация в России»
- Немцов А. В. (2001) Алкогольная смертность в России: 1980—1990-е. 60 стр.
- Немцов А. В. (2003) Алкогольный урон регионов России. NALEX. М. 136 стр.
- Немцов А. В. (2009) Алкогольная история России. Новейший период. URSS. М. 318 стр.
- Nemtsov A. (2011) A Contemporary History of Alcohol in Russia. Introduction by D. Vågerö. Södertörn högskola. P. 343.)
- Немцов А. В. (2012) Алкогольные проблемы России: Материалы пресс-конференции Немцова А. В.// Под редакцией Фонда «Единое общество». М. Перспектива. 54 с.

## Статьи
- Зорин Н. А., Калинин В. В., Немцов А. В. (2001) Методика оценки качества исследовательских публикаций в психиатрии. Журнал неврологии и психиатрии им. Корсакова. 101. 1. 62-66.
- Zorin N.A., Nemtsov A., Kalinin V.V. (2001) Formalised assessment of publication quality in Russian psychiatry. Scientometrics. 52.315-322.
- Зорин Н. А., Немцов А. В. (2001) Формализованная экспертная оценка качества исследовательских публикаций в психиатрии. Журнал неврологии и психиатрии им. Корсакова. 101. 2. 64-68.
- Немцов А. В. (2001) Потребление алкоголя в России во второй половине 1990-х годов. Вопросы наркологии. № 2. 59-64.
- Немцов А. В. (2002) Алкогольные психозы и смерти при отравлении алкоголем в областях России (1991—1999 годы). Здравоохранение Российской Федерации. № 6. 35-40.
- Nemtsov A. (2002) Alcohol-related harm losses in Russia in the 1980s and 1990s. Addiction. 97. 1413—1425.
- Немцов А. В., Судаков С. А. (2002) Смерти при отравлении алкоголем в регионах Российской Федерации в 1991—1997 гг. Вопросы наркологии.№ 5. 65-70.
- Nemtsov A. (2003) Suicides and alcohol consumption in Russia, 1965—1999. Drug and Alcohol Dependence. 71. 161—168.
- Немцов А. В. (2004) Качество статистических показателей смертности при отравлении алкоголем в России. Общественное здоровье и профилактика заболеваний. 2. 19-28.
- Немцов А. В. (2005) Оценка индивидуального спроса на алкоголь. Консорциум экономических исследований и образования. Серия «Научные доклады». № 05/10 (совместно с Андриенко Ю. В.).
- Nemtsov A. (2005) Russia: alcohol yesterday and today. Addiction. 100. 146—149.
- Nemtsov A.V., Ogurtsov P.P. (2005) Alcohol-related Mortality in Russia. In: Comprehensive Handbook of Alcohol Related Pathology. Eds: Victor R Preedy & Ronald R Watson. Volume 1. 441—463.
- Andrienko Y., Nemtsov A. (2005) Estimation of individual demand for alcohol. Economics Education and Research Consortium. Working Paper Series No 05/10. http://www.eerc.ru/details/download.aspx?file_id=9459 Архивная копия от 20 февраля 2010 на Wayback Machine
- Nemtsov A. (2006) Russia, substance misuse and social transition. Addiction. 101. 898—900.

34. Немцов А. В., Нечаев А. К. (2006) Климатические факторы заболеваемости алкогольными психозами. // Климат, качество атмосферного воздуха и здоровье москвичей. / Ред. Б. А. Ревич. М. 197—213.
- Немцов А. В., Андриенко Ю. В. (2007) Самоотчеты населения России о потреблении алкоголя. Наркология. № 5. 58-61.
- Краснов В. Н., Вельтищев Д. Ю., Немцов А. В., Ивушкин А. А. (2007) Новые подходы к лечению стрессовых и тревожных расстройств: результаты многоцентрового исследования эффективности афобазола в психиатрической практике. Психиатрия и Психофармакотерапия. 9. № 4,16-20.
- Ивушкин А. А., Немцов А. В. (2007) Сравнительный анализ тезисов XIII и XIV съездов психиатров: биологическая терапия психических расстройств. Психиатрия и Психофармакотерапия. 9. № 4. 11-16.
- Немцов А. В., Терехин А. (2007) Размеры и диагностический состав алкогольной смертности в России. Наркология. № 12. 29-36.
- Немцов А. В. (2007) Алкоголизм в России: история вопроса, современные тенденции. Журнал неврологии и психиатрии им. С. С. Корсакова. Алкоголизм (приложение к журналу). Выпуск 1. 3-7.
- Немцов А. В. (2008) Алкогольная смертность в России: масштаб и география проблемы. // Алкогольная катастрофа и возможности государственной политики в преодолении алкогольной сверхсмертности в России.: Сборник статей / Ред. Д. А. Халтурина и А. В. Коротков. М. URSS. С. 78-84.
- Ивушкин А. А., Немцов А. В. (2008) Сравнительный наукометрический анализ тезисов XIII и XIV съездов психиатров: судебная психиатрия. Российский психиатрический журнал. № 3, С. 86-90.
- Немцов А. В., Разводовский Ю. Е. (2008) Алкогольная ситуация в России, 1980—2005 гг. Социальная и клиническая психиатрия. Т. 18. Вып. 2. С. 52-60.
- Немцов А. В., Терехин А. Т. (2008) Связанная с алкоголем сердечно-сосудистая смертность в России. Профилактика заболеваний и укрепление здоровья. № 2, 23-30.
- Немцов А. В. (2008) Алкогольная смертность и алкогольная политика. В «Демографические перспективы России». Под ред. акад. Г. В. Осипова и проф. С. В. Рязанцева. М. Экон-Информ. 2008. 442—484.
- Немцов А. В., Терехин А. Т. (2008) Сердечно-сосудистая смертность и потребление алкоголя в России. Здравоохранение РФ, № 3, 25-30.
- Немцов А. В. (2008) Периодичность заболеваемости алкогольными психозами. Сообщение 1. Бытовые факторы. Наркология. 11. 2008, 28-35.
- Немцов А. В. (2008) Периодичность заболеваемости алкогольными психозами. Сообщение 2. Климатический фактор. Наркология 12. 2008, 42-50.
- Немцов А. В., Ивушкин А. А. (2009) Сравнительный наукометрический анализ тезисов XIII и XIV съездов психиатров: проблемы организационной и социальной психиатрии. Российский психиатрический журнал. № 1, С. 83-90.
- Немцов А. В., Давыдов К. В., Разводовский Ю. Е. (2009) Сравнительный анализ алкогольной ситуации в Беларуси и России. Наркология. 85 (1). 52-61.
- Немцов А. В. (2009) Реальна ли оценка потребления алкоголя в Беларуси? Вопросы наркологии. № 1, С. 76-79.
- Ивушкин А. А., Немцов А. В. (2009) Сравнительный наукометрический анализ тезисов XIII и XIV съездов психиатров: стрессовые расстройства. Психиатрия. № 3. Т.5. 27-35.
- Ивушкин А. А., Немцов А. В. (2009) Наукометрический анализ тезисов XIII и XIV съездов психиатров: суицидология. Независимый психиатрический журнал. IV. 23-26.
- Немцов А. В., Шелыгин (2009) Зависимые от алкоголя явления. Ситуация в Северо-Западном Федеральном округе. Наркология. № 12. 44-52.
- Немцов А. В., Шелыгин К. В., Заплаткин И. А., Растегаева Е. С., Рыжкова Н. В. (2009) Полярно-экваториальный температурный градиент и заболеваемость алкогольными психозами. Наркология. 88. 4. 33-37.
- Немцов А.В (2009) Отзыв на статью Ковалева А. А. и Ковалева А. А. «Особенности формирования и клинические проявления абстинентного синдрома у больных пивным алкоголизмом». Наркология. № 5: 97.
- Немцов А. В. (2010) Алкогольная смертность в России и пути снижения алкогольных потерь. Демографические перспективы России и задачи демографической политики . ИСПИ РАН, ИСЭПН РАН. 66-74.
- Ивушкин А. А., Немцов А. В. (2010) Наукометрический анализ тезисов XIII и XIV съездов психиатров: клинико-психологические и классификационные проблемы в психиатрии. Обозрение психиатрии и медицинской психологии им. В. М. Бехтерева. № 1. 36-39.
- Немцов А. В., Ивушкин А. А. (2010) Сравнительный наукометрический анализ тезисов XIII и XIV съездов психиатров России: наркология. Журнал неврологии и психиатрии им. С. С. Корсакова. 110. № 5. 98-104.
- Ивушкин А. А., Немцов А. В. (2010) Наукометрический анализ материалов российского и европейского съездов психиатров. Российский психиатрический журнал. № 3, С. 80-87.
- Немцов А. В., Клименко И. П., Орлов А. В. (2010) Распространенность и доступность дешевой (нелегальной) водки в России. Вопросы наркологии. № 2. 72-76.
- Ивушкин А. А., Немцов А. В. (2010) Методы статистического анализа в публикациях по психиатрии. Журнал неврологии и психиатрии им. С. С. Корсакова. 2010. № 11. С. 33-36.
- Немцов А. В., Гамбурцев А. Г. (2011) Динамика временных рядов госпитализации больных алкогольными психозами в Москве. Пространство и время. № 1(3). 181—187.
- Немцов А. В., Орлов А.В (2011) Количественная характеристика течения алкоголизма: возрастной аспект. Журнал неврологии и психиатрии им. С. С. Корсакова. 111(5). 60-68.
- Немцов А. В., Орлов А.В (2011) Количественная характеристика течения алкоголизма: порядок появления признаков заболевания // Журнал неврологии и психиатрии им. С. С. Корсакова. 111(6). 58-63.
- Немцов А. В. (2012) Злоупотребление алкоголем и здравоохранение в России // Уровень жизни населения регионов России. 2012. № 1. С. 60-61.
- Немцов А. В. (2012) Алкогольная политика в России и её результаты // Демографическое настоящее и будущее России и её регионов. Выпуск 2. М. С. 16-26.
- Немцов А. В. и соавторы (2012) Соотношение «пивного» и «водочного» алкоголизма: количественный анализ доминирования // Вопросы наркологи. № 2. С. 32-46 (Соавторы: Брюн Е. А., Бузик О. Ж., Орлов А. В., Бояринцев Д. Н., Фоменков А. А., Колесников А. Е., Матис О. А., Вдовин А. С., Пахомов С. Р., Попов С. И.).
- Немцов А. В. (2012) Этапы и возрастные особенности течения алкоголизма. // Наркология. № 6. С.32-38.
- Немцов А. В. (2012) Мера неблагополучия // Экономическая политика . (Экспертный канал) // 22 октября 2012.

http://ecpol.ru/index.php/syuzhety/347-mera-neblagopoluchiya Архивная копия от 13 мая 2014 на Wayback Machine 
Номер свидетельства Эл № ФС 77-49481
Наименование СМИ: Экспертный канал «Экономическая политика»
Дата регистрации 24.04.2012
- Немцов А. В., Гамбурцев А. Г. (2012) Динамика временных рядов госпитализации больных алкогольными психозами в Москве // Атлас временных вариаций природных, антропогенных и социальных факторов. Том 5. М. С. 353—359.
- Немцов А. В., Орлов (2012) Типы алкогольных напитков и смена их потребления больными алкоголизмом // Вопросы наркологии. № 5. С. 26-38.
- Немцов А. В., Орлов А. В. (2012) «Пивной» алкоголизм? // Мир аддикций: химические и нехимические зависимости, ассоциированные психические расстройства.: Тезисы докладов. / Ред. Н. Г. Незнанов. Санкт-Петербург. 29-30.12.2012. С. 94.
- Орлов А. В., Немцов А. В. (2012) Соотношение «пивного» и «водочного» алкоголизма. // Мир аддикций: химические и нехимические зависимости, ассоциированные психические расстройства.: Тезисы докладов. / Ред. Н. Г. Незнанов. Санкт-Петербург. 29-30.12.2012.С.101.
- Немцов А. В. (2012) Алкогольная политика в России и её результаты. // Демографическое настоящее и будущее России и её регионов. Выпуск 2. М. С. 121—126.
- Немцов А. В., Б. А. Ревич, Д. В. Савельев, П. Н. Клепиков (2013) Алкогольные психозы и погодные условия в Москве в 2005—2011 гг. // Вопросы наркологии. № 2. С. 16-26.
- Немцов А. А., Орлов А. В. (2013) Спиртные напитки больных алкоголизмом // Обозрение психиатрии и медицинской психологии имени В. М. Бехтерева. 2013. № 2. С.37-41.
- Сахаров А. В., Говорин Н. В., Немцов А. В. Влияние сезонных метеорологических факторов на заболеваемость алкогольными психозами в Забайкальском крае // Сибирский вестник психиатрии и наркологии. 2013. Т. 79. № 4. С. 53-56.
- Немцов А. В. Снова об алкоголе. Демоскоп-Weekly. № 567—568 (16-29 сентября 2013) 37 С. http://demoscope.ru/weekly/2013/0567/tema03.php Архивная копия от 3 декабря 2016 на Wayback Machine
- Немцов А. В., Орлов А. В. Характеристика больных алкоголизмом с преобладающим употреблением пива или водки в условиях ассоциативного эксперимента // Вопросы наркологии. — 2013. — № 5. — С. 70-74.
- Немцов А. В., Изаровский Б. В., Сахаров А. В. Годичный тренд алкогольных отравлений и психозов// Наркология. — 2014. — № 1(145) — С. 25-29.
- Немцов А. В. Весенне-летний период как дополнительный фактор риска алкогольных психозов // Вопросы наркологии. — 2014. — № 1 — С. 26-45.

## Публикации в крупных изданиях
- 8 сентября 2009 Онлайн-конференция на сайте газеты «Известия» с Александром Немцовым: «Можно ли победить пьянство в России? (недоступная ссылка)»
- Александр Немцов: «Стране нужна алкогольная политика Архивная копия от 27 июня 2009 на Wayback Machine». Автор: Марина Матвеева // «Аргументы и факты», 18 июня 2009 г.
- Радио «Эхо Москвы». Среда, 19 августа 2009. Как побороть пьянство? Архивная копия от 24 сентября 2009 на Wayback Machine Передачи / Разворот. Даниил Бриман, Александр Немцов.
- Предпочтение, оказываемое россиянами крепкому алкоголю перед вином и пивом, намного сокращает жизнь наших соотечественников (недоступная ссылка). «Известия», 16 октября 2007 г.
- Радио «Свобода». Факты и мнения. Ведущий Лев Ройтман. Хорошо бы не выпить Архивная копия от 23 мая 2008 на Wayback Machine.
- Радио Финам FM. 23 сентября 2009 19:05. Россия пьющая. Сможет ли государство запретами и ограничениями изменить ситуацию?